# Steve Gardner
Steve Gardner, född 7 oktober 1958 i Hemsworth, England, är en engelsk tidigare fotbollsspelare som spelat för IFK Göteborg och Gais, och en kort period var proffs i USA.
I Gais hade han ett gott samarbete med forwardskollegan Ulf Köhl och playmakern Samir Bakaou; tillsammans kallades de "den gyllene triangeln". Han blev "årets makrill" 1987.